# Otesánek

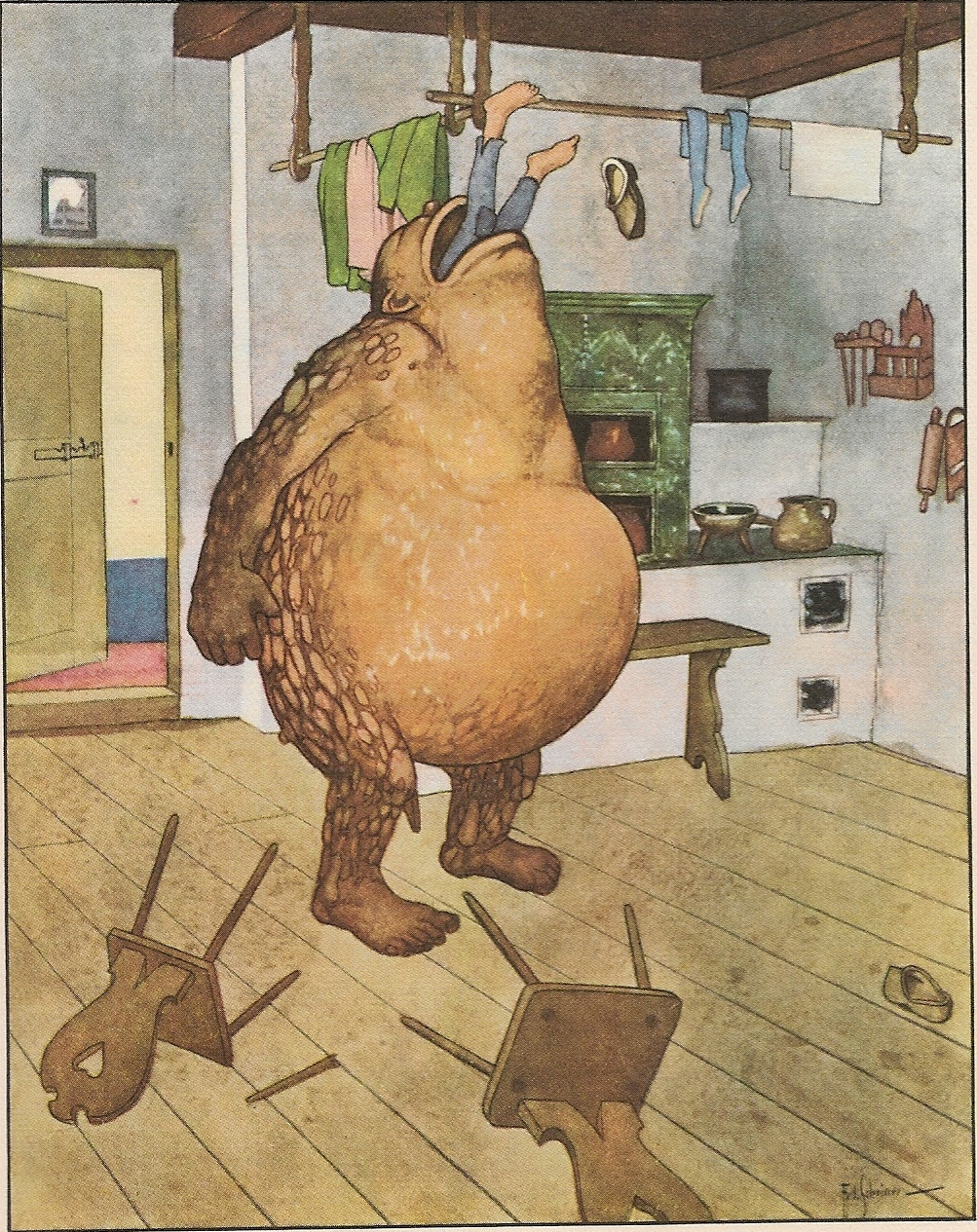
Otesánek (Artuš Scheiner)

Otesánek je česká pohádka, kterou napsal Karel Jaromír Erben, a zároveň hlavní postava této pohádky.
Námětem je příběh manželů, kteří dlouhodobě byli bezdětní a pravděpodobně neplodní, přestože po dítěti velmi toužili. Otec se pak rozhodl vytesat pro utěšení své ženy dítě ze dřevěného samorostu, který nalezl v lese. Dřevěné dítě obživlo, postupně stále více jedlo a když rodiče nestačili jeho stravovací nároky („Mámo, já mám hlad!“) uspokojovat, postupně snědlo všechny osoby ve svém okolí včetně mnoha věcí. Každé postavě se napřed představil výčtem dřívějšího snědeného: „Jedl jsem – snědl jsem: kaši z rendlíka, krajáč mlíka, pecen chleba, mámu, tátu, děvečku s trakařem…“ zakončeným slovy „…a tebe taky sním.“ Snědl ještě sedláka s koňmi a vozem, pasáčka s vepři, ovčáka se stádem ovcí a několik hlávek zelí. Nakonec se babka s motykou sníst nenechá a za pomoci motyky Otesánka zabije, čímž dochází (podobně jako po zabití vlka v Červené karkulce) k osvobození všech snědených. Rodiče pak žili spokojeně až do smrti, ale po dítěti už nikdy nezatoužili (jak jim ostatně lidé radili už na začátku příběhu).
Tato pohádka poskytuje bohatý materiál k metaforickým výkladům o přáních a jejich uskutečnění, o rodičovství a výchově, o nenasytnosti všeho druhu i o mnohém dalším[zdroj?].

## Film
V roce 2000 natočil Jan Švankmajer volně na motivy této pohádky surrealistický a zčásti animovaný film Otesánek přenesený do městského prostředí.